# Bengt Herman Skantze
Bent Herman Skantze, född 7 april 1909 i Vasa församling i Göteborg, död 5 december 2001 i Jönköping, var en svensk advokat med många politiska och ideella förtroendeuppdrag och ett stort antal betydande styrelseposter i industri-, handels- och serviceföretag i södra Sverige.
Efter juris kandidatexamen vid Lunds universitet kom Bengt Herman Skantze till Jönköping vid mitten av 1930-talet, där han kom att överta den redan då anrika Jönköpings Juridiska Byrå. I takt med en betydande expansion knöts ett antal biträdande jurister till byrån och med början 1970 delades ägandet och firmanamnet ändrades så småningom till enbart Skantzes Advokatbyrå.
Bengt Herman Skantze blev ledamot av Sveriges Advokatsamfund 1937 och verkade under mer än ett halvsekel i Jönköping, där han blev en känd advokatprofil. Han innehade decennielånga ordförandeskap i Skandinaviska Banken i Jönköping, i Norra Smålands Stadshypoteksförening och i Jönköpings Fastighetsägareförening och under hans inflytande och mångåriga sekreterarskap utvecklades Smålands och Blekinge Handelskammare.
Bengt Herman Skantze var son till fabrikör Herman Skantze i dennes gifte med Stina Corin.